# Leptodactylus bolivianus
Leptodactylus bolivianus es una especie de anfibio anuro de la familia Leptodactylidae. Se encuentra en Bolivia, Brasil, Colombia, Costa Rica, Ecuador, Guayana Francesa, Guyana, Nicaragua, Panamá, Perú, Surinam, Trinidad y Tobago y Venezuela.